# Metalitalia.com
Metalitalia.com è un sito web musicale italiano, lanciato nel 2001.

## Storia
Nasce inizialmente come portale dall'idea di diversi appassionati alla musica heavy metal che erano soliti incontrarsi online su una chat room IRC, nel 2000. Il sito vero e proprio cresce e prende forma a partire dal 2003, e già nel 2004 i redattori cominciano a ricevere offerte e inviti per recensioni da parte di etichette discografiche internazionali e a ottenere esclusive per interviste a band italiane, europee e dopo breve tempo anche da oltreoceano, diventando presto il sito specializzato in heavy metal più popolare in Italia.
Dalla fondazione, è editore e amministratore informatico David Scatigna, e caporedattore Luca Pessina.

## Metalitalia.com Festival
La prima edizione del festival dedicato alla testata si è tenuta il 5 maggio 2012 a Trezzo sull'Adda, con headliner i portoghesi Moonspell e i finlandesi Lordi; le altre band esibitesi, tra le quali la Strana Officina, furono tutte italiane. Seguono edizioni a cadenza annuale, da prima a maggio e, dall'edizione 2016, a settembre, con headliner del calibro internazionale come Testament, Sodom, Exodus, At the Gates e Dark Tranquillity. A partire dall'edizione 2017, il festival si sviluppa su due giorni consecutivi, ognuno con un bill differente. L'edizione del 2019, con headliner Arch Enemy e Gotthard, si è tenuta a giugno ed è stata l'ultima prima dello stop causato dalla pandemia di COVID-19. Il festival riprende dal 2022, dopo la cancellazione delle edizioni 2020 e 2021, con la consueta formula di due date a settembre. Tutte le edizioni si sono tenute al Live Music Club di Trezzo sull'Adda.

### Edizioni
2012
| 5 maggio |
| --- |
| Lordi Moonspell Strana Officina Forgotten Tomb Rain Hour of Penance Holy Martyr Destrage From the Depth Agony Face Wake Arkane |

2013
| 11 maggio |
| --- |
| Uriah Heep Destruction Sadist Vicious Rumors Artillery Demon Schizo Gama Bomb Torture Squad Icy Steel Hellstorm Furor Gallico Tantara |

2014
| 11 maggio                                                                                             |
| --- |
| At the Gates Impaled Nazarene IN.SI.DIA Master Desaster Hour of Penance Necrodeath Any Face Game Over |

2015
| 30 maggio                                                                                    |
| -------------------------------------------------------------------------------------------- |
| Testament Exodus Fleshgod Apocalypse Onslaught Dark Lunacy Ultra-Violence Sinister Ulvedharr |

2016
| 10 settembre                                                                                       |
| -------------------------------------------------------------------------------------------------- |
| Sodom Dark Tranquillity Insomnium Demolition Hammer Necrodeath Cadaveria Distruzione Electrocution |

2017
| 9 settembre                                                                                       | 10 settembre                                                                                 |
| ------------------------------------------------------------------------------------------------- | -------------------------------------------------------------------------------------------- |
| Edguy Rhapsody of Fire Grand Magus Labyrinth Secret Sphere White Skull Holy Martyr Trick or Treat | Death SS Moonspell Samael Claudio Simonetti's Goblin Mortuary Drape Necromass Shores of Null |

2018
| 14 settembre (warm up)                    | 15 settembre                                                                               | 16 settembre                                                             |
| ----------------------------------------- | ------------------------------------------------------------------------------------------ | ------------------------------------------------------------------------ |
| Cripple Bastards Raw Power Scheletro Vide | HammerFall Rage meets Refuge Grave Digger Domine Elvenking White Skull Roase Crucis Asgard | Candlemass Tiamat Novembre Forgotten Tomb Dool Doomraiser Caronte Nibiru |

2019
| 1º giugno | 2 giugno |
| --- | --- |
| Arch Enemy Fleshgod Apocalypse The Crown Darkane Graveworm Stormlord The Modern Age Slavery Genus Ordinis Dei | Gotthard Hardcore Superstar Phil Campbell and the Bastard Sons Crazy Lixx Hell in the Club Rain Speed Stroke Bad Bones |

2020 (rinviato al 2021 e poi annullato)
| 26 settembre 2020/ 25 settembre 2021                      |
| --------------------------------------------------------- |
| Sodom Batushka Pestilence Necrophobik Malevolent Creation |